# Ambasadorowie Chin w Malezji
Chińska Republika Ludowa posiada swojego przedstawiciela w randze ambasadora w stolicy Federacji Malezji, Kuala Lumpur od 1975 roku.
| L.p. | Ambasador     | Okres pełnienia funkcji          |
| ---- | ------------- | -------------------------------- |
| 1.   | Wang Youping  | styczeń 1975 – kwiecień 1977     |
| 2.   | Ye Chengzhang | grudzień 1977 – październik 1982 |
| 3.   | Chen Kang]    | marzec 1983 – styczeń 1985       |
| 4.   | Hu Gang       | marzec 1985 – kwiecień 1988      |
| 5.   | Zhou Gang     | lipiec 1988 – kwiecień 1991      |
| 6.   | Jin Guihua    | sierpień 1991 – listopad 1993    |
| 7.   | Qian Jinchang | styczeń 1994 – styczeń 1999      |
| 8.   | Guan Dengming | luty 1999 – sierpień 2001        |
| 9.   | Hu Zhengyue   | wrzesień 2001 – luty 2004        |
| 10.  | Wang Chungui  | kwiecień 2004 – sierpień 2006    |
| 11.  | Cheng Yonghua | sierpień 2006 – sierpień 2008    |
| 12.  | Liu Jian      | wrzesień 2008 – czerwiec 2010    |
| 13.  | Chai Xi       | od lipca 2010                    |